# Catharina Lefrén
Catharina Juliana (Cathrine Julie) Léfren, född 8 januari 1782 i Sjögestads församling, Östergötlands län, död 18 oktober 1854 i Linköpings församling, Östergötlands län, var en finländsk herrnhutare. Hon var en ledargestalt inom den herrnhutiska rörelsen i Birkaland. Hon skötte som änka pappersbruk i Tammerfors 1825–1828. 

## Biografi
Catharina Lefrén föddes 1782 på Sålla i Sjögestads socken. Hon var dotter till översten Nils Adolph af Ekenstam och Catharina Margareta Götherhielm. Lefrén avled 1854 under ett besök i Linköping och begravdes på Sjögestads kyrkogård.
Lefrén gifte sig 14 juni 1805 på föräldrarnas silvergröllopsdag på Sålla med brukspatronen Lars Gustaf Lefrén (1778–1825). Hans föräldrar var välkända herrnhutar och de höll aktiv kontakt med brödraskapet i Stockholm. Paret Lefrén bosatte sig på Hatanpää herrgård i Messukylä och familjen fick totalt fyra barn. Familjen var rik. Lars Gustaf Lefrén ägde ett pappersbruk i Tammerfors, vars produktion motsvarade produktionen av alla pappersbruk i Finland tillsammans.
Andliga evenemang anordnades i herrgården, av vilka inga skriftliga uppteckningar finns kvar. Även framstående personer från Birkalands industri besökte där i religiösa sammanhang. Dessutom var Catharina Lefrén verksam med att ge ut och distribuera religiös litteratur. Henrik Renqvist, ledaren för Östra Finlands liturgi, utgav på Lefréns bekostnad skriften  Lyhy Neuwo, kuinga Autuaxi tulmata keepa och delade ut de gratispjäser han fick bland de första uppvaknade människorna i Liper.
När Lars Gustaf Lefrén dog 1825 var Catharina Lefrén ansvarig för förvaltningen av pappersbruket och godset. Samma år träffade Catharina Lefrén en tysk handelsresenär, Samuel Hebich, som upplevt en evangelisk väckelse, under sin handelsresa till Finland. Tre år senare bad Catharina Lefrén honom att ta hand om pappersbruket och godset.
Catharina Lefrén flyttade tillbaka till Sverige 1834. Hon sålde pappersbruket till  Johan Christopher Frenckell  och säteriet till Nils Johan Idman . Efter dessa affärer och skulder hade han inte mycket egendom kvar. 
Hon var verksam textilkonstnär, och medverkade i Konstakademiens utställningar med broderier.